# Semipermeabiliteit

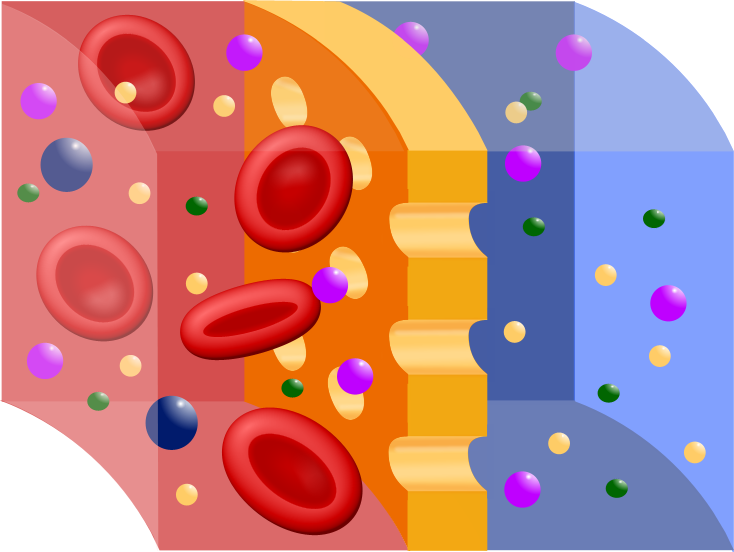
Schema van een semipermeabele membraan tijdens hemodialyse
bloed
dialysevloeistof
membraan

Semipermeabiliteit (vertaling: halfdoorlatendheid of halfdoorlaatbaarheid) is de eigenschap van een membraan dat sommige moleculen deze membraan kunnen passeren en dat andere moleculen het niet kunnen. Het is een begrip dat vooral in de biologie en de scheikunde wordt gebruikt om de eigenschappen van een membraan te beschrijven. Bij concentratieverschillen aan beide zijden van de membraan kan osmose ontstaan. Het mechanisme achter het proces dat sommige stoffen wel en andere niet doorlaat kan per membraan verschillen.
In niet-verhoute planten speelt de semipermeabiliteit van de celmembraan een belangrijke rol in de stevigheid van de plant. De hoge concentratie opgeloste stoffen in de cel kan de celmembraan niet passeren, maar watermoleculen wel. Watermoleculen zullen van buiten de cel naar binnen bewegen, en daar druk opbouwen, de turgordruk, die de cel zijn stevigheid geeft.
Een belangrijke toepassing van een semipermeabele membraan is te vinden in de hemo- of nierdialyse. Afvalproducten in het bloed passeren, net als in een gezonde nier, een semi-permeabel vlies, net zo lang tot de concentratie afvalproducten aan beide zijden van het vlies gelijk is. Andere bestanddelen, zoals de meeste eiwitten en bloedcellen kunnen de membraan niet passeren. Doordat er aan de ene kant van het vlies een spoelvloeistof wordt geleid, wordt het bloed van afvalstoffen ontdaan, maar blijven de nuttige stoffen daarin bewaard. De scheiding tussen afvalstoffen en nuttige stoffen vindt vooral plaats op basis van molecuulgrootte.
Het Gibbs-Donnan-evenwicht is het dynamische evenwicht tussen twee oplossingen van ionen, wanneer die door een membraan, bijvoorbeeld een celmembraan van elkaar zijn gescheiden.
Over het precieze begrip semipermeabel zijn de meningen verdeeld. Volgens sommigen betekent het dat de membraan selectief doorlaatbaar is voor bepaalde stoffen. Volgens anderen betekent het dat de membraan alleen passeerbaar is voor watermoleculen en kleine ongeladen moleculen zoals zuurstof, stikstof en kooldioxide.